# مورچه‌گیرک گلوستاره‌ای
مورچه‌گیرک گلوستاره‌ای (نام علمی: Rhopias gularis) نام یک گونه از تیره مورچه‌مرغ است.